# Situl arheologic de la Uroi

## Locația administrativă a sitului
Șantierul arheologic Măgura Uroiului cuprinde dealul Măgura Uroiului și terasele înconjurătoare de la poalele lui. 45°51′40″N 23°2′37″E 

Administrativ, zona aparține de orașul Simeria și de comuna Rapoltu Mare. Cercetarea arheologică se desfășoară pe terasele din dreapta Măgurii Uroiului, unde a fost identificată o așezare pre- și protoistorică, proprietarul terenului fiind primăria comunei Rapoltu Mare. Șefa de santier este Angelica Baloș, de la Muzeul Civilizației Dacice și Romane, din Deva.

## Descriere geologică și topografică
Zona în discuție se află la confluența Streiului cu Mureșul, în stânga drumului județean ce leagă Simeria de Geoagiu. Aceasta este dominată de înălțimea de natură vulcanică reprezentată de Măgura Uroiului. Înălțimea de aproape 400 de metri a acestui deal oferă o excelentă vizibilitate în vest, est și sud. Măgura Uroiului aparține unui aparat vulcanic central cunoscut în literatura de specialitate , datorită compoziției sale speciale: 
înainte de a intra în localitatea Simeria, venind dinspre Deva spre nord-est, apare imaginea generală a vulcanului; profilul morfologic, în prim-plan destul de monoton, este întrerupt de forma pozitivă a structurii andezitice din Măgura Uroiului.
Clina sudică a fost deschisă de mai multe cariere, instalate la diverse nivele, înaintând până în zona centrală a neck-ului. Andezitele au o culoare cenușiu-roșcată, masa fundamentală fiind constituită din microlite de feldspat, augit și magnetit, iar fenocristalele reprezentate prin plagioclazi, hipersten și augit. Uneori augitul crește procentual, aglomerându-se în forme sferolitice și radiare. Activitatea vulcanică s-a desfășurat preponderent efuziv, în produsele eliberate fiind antrenate numeroase fragmente din rocile fundamentului cu dimensiuni de până la 10-15 centimetri diametru.

Terasele de la baza dealului sunt acoperite cu vegetație ierboasă, fiind utilizate ca pășune.

În anul 2001 a fost făcută o ridicare topografică conformă cu standardul STEREO70 pe Terasa I, unde a debutat cercetarea arheologică.

## Descriere arheologică și istorică
Cea mai veche mențiune despre existența unor artefacte preistorice la Măgura Uroiului este de la sfârșitul secolului al XIX-lea, când Gábor Téglás a afirmat că primele comunități preistorice au pătruns pe Valea Mureșului.
I. Marțian, într-un studiu arheologic  publicat în 1921, a menționat existența unei fortificații pe Măgura Uroiului, pe care a atribuit-o dacilor. Repertorium-ul  publicat de M. Roska semnalează fragmente ceramice aparținând culturii Wietenberg, precum și descoperirea a două celturi de tip transilvănean pe Dealul Uroiului. În monografia regiunii Hunedoara, Octavian Floca a descris zona Măgurii Uroiului ca fiind locuită încă din preistorie. De asemenea, a adus în discuție existența unui castru roman și a cetății medievale pe terasa din stânga dealului, spunând că ultima a fost distrusă în secolul al XVII-lea. În anii `70 unele descoperiri întâmplătoare au pus în evidență urme ale epocii romane și bizantine.
În cadrul unui program de prospecții aeriene, ce vizau Valea Mureșului mijlociu, profesorul W. S. Hanson de la Universitatea din Glasgow și I. A. Oltean au realizat o serie de fotografii aeriene la sfârșitul anilor `90, printre care se regăsește și zona Măgurii Uroiului. În urma interpretării acestor fotografii, autorii sugerează  că fortificația existentă pe dealul Măgura Uroiului ar aparține primei perioade a epocii fierului.
În anul 2001 s-a făcut un pas înainte în cunoașterea acestei zone, în condițiile efectuării unei săpături de salvare pe Terasa I, poziționată la baza Măgurii Uroiului, în partea sa estică. În acel an au fost făcute câteva sondaje, precum și o secțiune care a avut drept obiectiv cercetarea fortificației care închidea în zona de est platoul. Deși îngreunată de condițiile de iarnă în care a fost desfășurată cercetarea, aceasta a atestat prezența unei locuiri databile la începutul epocii fierului și în epoca dacică. Materialul, constând din fragmente ceramice în mare parte negre lucioase cu decor canelat se încadrează în orizontul cunoscut, Gáva-Holihrady. De asemenea, au fost descoperite figurine zoomorfe ce se încadrează tipologic în plastica orizontului sus menționat. Materialele de epocă dacică au fost sporadice și constau din fragmente de vase lucrate cu mâna. De asemenea, în periegheza făcută anterior a fost descoperit un fragment de vas lobat, aparținând epocii bronzului (cultura Wittenberg).
În primăvara anului 2003, de pe Terasa a II-a au fost recuperate o parte din piesele aparținând unui depozit de bronzuri, constând în fragmente de celturi, seceri, cuțite, fierăstraie, brățări, spadă, precum și piese greu de identificat. Sondajul și mai pe urmă cercetarea sistematică, efectuate în locul descoperirii depozitului au pus în evidență și prezența unui nivel de locuire mai vechi, respectiv existența unei locuințe eneolitice, aparținând culturii Coțofeni, faza a II-a.
Având în vedere insuficienta cunoaștere a primei epoci a fierului în România, precum și cumularea de date din ultimii ani, în 2003 a fost demarată cercetarea sistematică a întregii zone. În acest scop au fost trasate două magistrale, Mg1 (111x3 m) și Mg2 (100x3 m), având drept obiectiv cercetarea fortificației și a platoului din spatele acesteia. În capătul estic al magistralei Mg1 (metrii 1-12), a fost surprinsă fortificația, în partea ei superioară fiind identificată o structură din piatră de andezit-augit. Imediat în spatele acestei fortificații se afla un șanț, probabil contemporan (tranșeu). Pe aceeași magistrală au mai fost practicate trei casete, în una dintre acestea fiind surprinse resturile unei locuințe, inventarul ceramic indicând apartenența ei la epoca bronzului. În paralel, a fost curățată și săpată până la solul viu secțiunea S1/2001, aflată în afara celor două magistrale. În această secțiune au fost identificate, sub nivelul de piatră, o serie de complexe: gropi, locuințe din care s-au păstrat vetrele și urmele structurii de lemn. Materialul provenit din aceste complexe, constând din fragmente ceramice, osteologice și de bronz, aparține începutului primei epoci a fierului.
Campania arheologică din vara anului 2004 a avut ca obiectiv cercetarea integrală a uneia din locuințele descoperite în S1/2001 și a posibilului șanț din fața valului. Astfel, au fost trasate două secțiuni: S2/2004 paralelă cu S1/2001, având martor de 1m și S3/2004 în prelungirea S1/2001, cu martor de 2 m în exteriorul fortificației. În locuința de sub fortificație a fost descoperit material ceramic similar cu cel din S1/2001, fragmente osteologice și obiecte de bronz, fiind observate urme ale structurii de lemn a locuinței. În partea de est a secțiunii S3/2004 a fost descoperit un perete de chirpic și fragmente de vase sparte pe loc, indicând un complex notat L1. În colțul sud-vestic al aceleiași secțiuni, a apărut o aglomerare de pietre căzute din fortificație. Imediat sub pietre s-a delimitat stratul de cultură ce aparține epocii dacice. Materialul arheologic din L1 constă din fragmente ceramice, resturi osteologice, scoici, majoritatea foarte arse, ceea ce indică o distrugere violentă. Complexul, cu vase sparte pe loc, aparține epocii dacice: din inventar fac parte vase lucrate cu mâna, din pastă grosieră și vase lucrate la roată din pastă fină, de culoare cenușie. În exteriorul complexului a fost înregistrată o vatră distrusă și o structură de piatră.

## Imagini

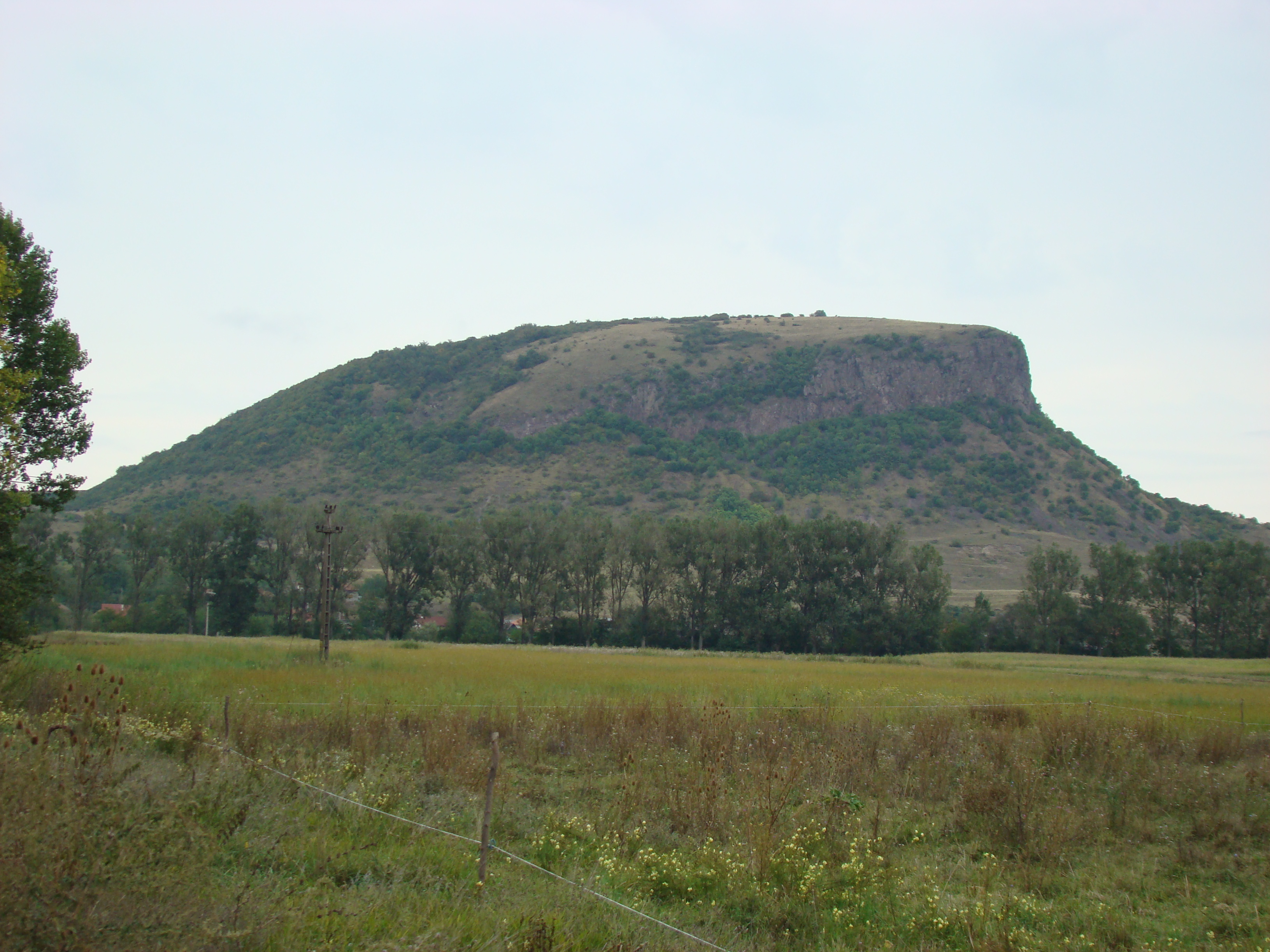
Măgura Uroiului văzută dinspre Simeria
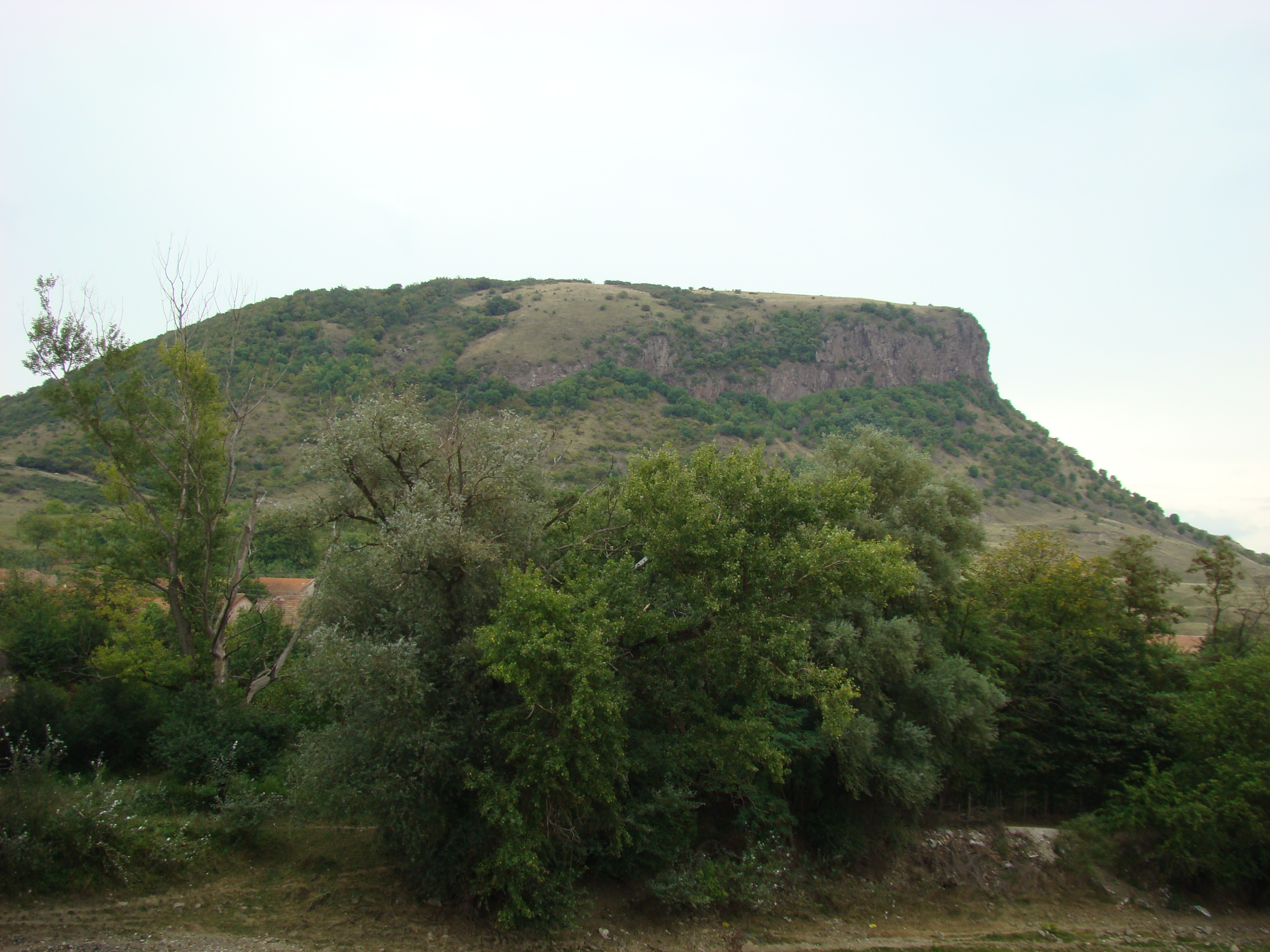
Măgura Uroiului văzută de pe podul peste Râul Mureş